# Pepsi Stage

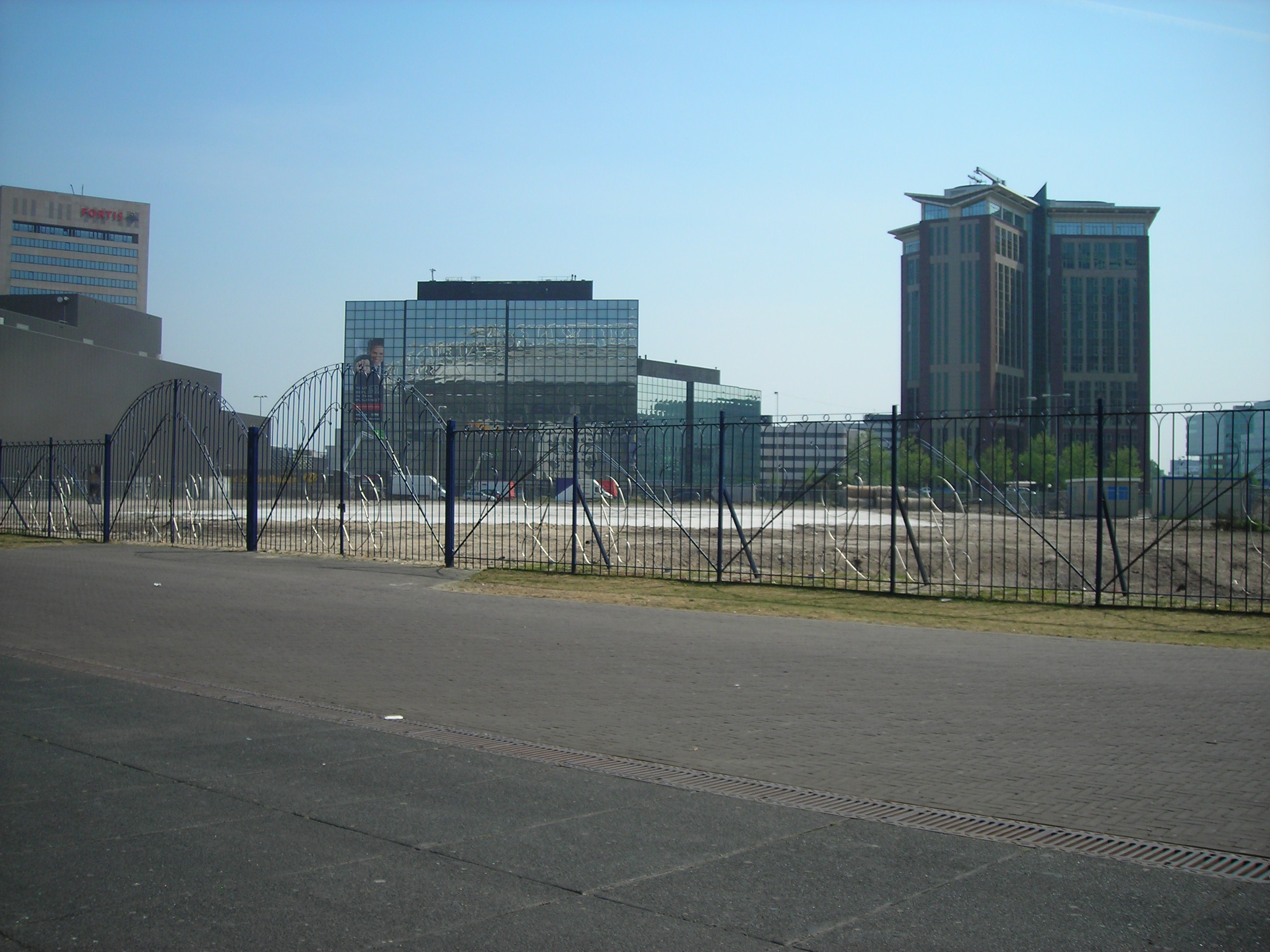
Het terrein van de voormalige Pepsi Stage, met links in beeld de HMH.

Pepsi Stage was de naam van een voormalig evenementencomplex aan de Johan Cruijff Boulevard in Amsterdam-Zuidoost. Begin 2007 is het pand verplaatst naar Utrecht om plaats te maken voor een nieuw entertainment centre genaamd GETZ. Dit laatste is afgeblazen wegens de kredietcrisis.
Het pand werd in 2001 geopend onder de naam Grace Theater, omdat het in opdracht van Bert Maas speciaal was gebouwd voor de uitvoering van de musical Grace. Kenmerkend voor het pand was de inrichting in jarenvijftigstijl, die was geïnspireerd op het Paleis van Monaco. In de zomer van 2002 werd deze productie failliet verklaard. Na de finales van het Junior Songfestival in 2003 en 2004 kwam het pand leeg te staan.
De exploitatie van het pand kwam na het faillissement in handen van de naastgelegen AFAS Live. Hierbij was al meteen bekend dat deze situatie van beperkte duur zou zijn en dat het pand uiteindelijk zou moeten verdwijnen. In de toekomst wordt het ArenaPark ontwikkeld tot een Urban Interactive District. Het gebied van 2,5 hectare krijgt vier bouwblokken waar woningen, kantoren, een theater, een poppodium en een hotel worden gerealiseerd. Ook worden bedrijven toegevoegd die zich specifiek bezighouden met de ontwikkeling van virtual reality. De straten tussen de bouwblokken worden verbonden door een plein.
Tussen 2002 en 2007 heeft de Heineken Music Hall (nu AFAS Live) in de Pepsi Stage ongeveer 150 evenementen gehouden.

## Vredenburg Leidsche Rijn
In 2007 werd bekend dat de evenementenhal een derde leven kreeg in Utrecht. Vanwege de bouw van TivoliVredenburg ging een gedeelte van het bestaande muziekcentrum in Leidsche Rijn tegen de vlakte. Om tijdens de bouw van TivoliVredenburg toch grotere producties van Muziekcentrum Vredenburg te kunnen huisvesten werd het evenementencomplex opgebouwd in stadsdeel Leidsche Rijn, vlak langs de A2. Het gebouw kreeg al snel de naam 'Rode Doos' opgespeld vanwege de opvallende kleur en vorm die het gebouw in Utrecht kreeg. Ook hier was al snel duidelijk dat het om een tijdelijke duur ging. Na de opening van TivoliVredenburg in 2014 zou de hal worden afgebroken om wederom elders worden opgebouwd. Op het terrein zou later winkelcentrum Leidsche Rijn Centrum-Oost verrijzen.
In 2014 was sprake van een verhuizing van het gebouw naar Den Haag om daar tijdelijk onderdak te bieden aan het Residentie Orkest, het Koninklijk Conservatorium en het Nederlands Danstheater. Dat bleek echter financieel niet haalbaar waardoor het pand langer in Utrecht bleef staan. Het pand diende op de bestaande locatie in Utrecht enkele maanden als als pop-up bioscoop van CineMec. De rode kleur van de beplating was in de loop der jaren dusdanig verbleekt dat de 'Rode Doos' in zijn laatste dagen weer een nieuwe naam kreeg de 'Roze Doos'.
In 2015 werd het pand uiteindelijk gesloopt. Het materiaal van de evenementenhal wordt deels verkocht en deels gerecycled.